# フォービリオンナイツ
『フォービリオンナイツ』（four billion nights、4000000000 nights）は、『ジャンプスクエア』（集英社）に読み切り掲載された久正人の少年漫画。
2009年11月4日発売の『ジャンプスクエア』12月号に読み切り掲載された作品で、作者にとって初めての『ジャンプ』掲載作品となった。
作風・画風は従来通りで、舞台設定は「現代の日本」、ストーリーの大筋に「天狗」が鍵となっている。

## ストーリー
とある村の駐在・佐々木は村で起きた事件を解決するため、東京・国立科学博物館の植物園・剪定科を尋ねる。しかし、植物園に「剪定科」は存在せず、トレーニング中の若い女の子と「園長」と名乗る少年がいた。

## 主な登場人物
神戸（かみと）
国立科学博物館の別館・植物園の園長。その少年のような風貌は佐々木にがっかりされてしまったが、「統合階級章」（後述）を持っている。
上木（うえき）
自衛官の三等陸曹で防衛省から植物園（文科省）に出向している女性。神戸からは「左遷では?」と突っ込まれているが、本人は否定していて、出向中の現在でも「あくまで自衛官」を主張している。
自衛官としてはテロに対してのエリート部隊に所属していたが、実力が伸びすぎて切られてしまった。しかし、神戸自身は上木の実力を必要としているので「左遷」と「出向」の割合は半々の様子。
佐々木（ささき）
長野県鍋島村の駐在で「化け猫」が出たと、「剪定科」を尋ね助けを乞う。「剪定科」の実力を知らず目の前の2人（妖怪オタクの子供園長と左遷女）にがっかりしてしまう。
加藤 清（かとう きよし）
「化け猫」に取り憑かれてしまった被害者。

## 用語・設定
剪定科（せんていか）
東京・国立科学博物館（通称：カギ博）の植物園内の環境実験園に存在する裏の組織。
存在してはいけない危険な「枝」を、神戸が「選定」し、上木が「剪定」する。
統合階級章（とうごうかいきゅうしょう）
警察官・自衛官・海上保安官など「戦う公務員」に有効とされる階級章で、神戸は「流星四ツ」である。「流星四ツ」は警察では「警視監」、自衛隊では「将」に対応するとされる。
化け猫（ばけねこ）
「化け猫」と思われていたが、取り憑かれた加藤の風貌が化け猫のように見えていただけで、操っていたのは存在する筈のない巨大なクモだった。上空からクモの糸で加藤を操り、加藤の体に卵を産みつけ孵化させようとしていた。
上木の実力（うえきのじつりょく）
「特級射撃」「自由落下空挺」「レンジャー」に加え、海上自衛隊の「潜水員」の4つの徽章を持っていて、運動・身体能力は非常に高い。
上木の武器（うえきのぶき）
銃・高枝切り鋏・トランシーバーの機能を持った攻撃具とエコービジョンの機能を持った天狗のようなヘルメットを使用。
超感覚のヘルメットは"大天狗"、戦う武器は（大天狗配下の）"烏天狗"と見立て、勝ち誇るその姿はまるで「天狗」のようだった。